# Rokon
Ne doit pas être confondu avec Roko.
Rokon est une ville du Soudan du Sud, dans l'État d'Équatoria-Central.